# ISOCARP
International Society of City and Regional Planners (ISOCARP) és una associació internacional, creada l'any 1965, que agrupa persones que treballen en la planificació urbana que compta amb membres en més d'una vuitantena de països. ISOCARP és reconeguda oficialment pel Nacions Unides i el Consell d'Europa. Funciona amb UNESCO. No està sota el control de cap govern.